# Uppslagsverket Finland
Uppslagsverket Finland är ett svenskspråkigt uppslagsverk med fokus på Finland och då särskilt det finlandssvenska. Uppslagsverket har producerats i regi av Föreningen finlandssvenska uppslagsverk och givits ut av Schildts. Uppslagsverket Finland finns sedan 2009 fritt tillgängligt på Internet.

## Historik

### Bakgrund
Initiativ till uppslagsverket togs 1969, och arbetet inleddes i juli samma år. Utgångspunkten var en upplevd brist på uppmärksamhet om det svenska Finland hos både finska och rikssvenska encyklopedier.
För att genomföra projektet bildades Föreningen Finlandssvenska Uppslagsverk, vilken även erhöll stöd från flera finlandssvenska fonder och så småningom även av den finländska staten. Den största ekonomiska insatsen stod föreningen Svenska folkskolans vänner (SFV) och Schildts för, och Schildts stod också som utgivare.

### Pappersupplagor
Den första upplagan utkom i tre band under åren 1982 till 1985, som den dittills största förlagssatsningen på svenska i Finland. Volymerna var och en på cirka 700 sidor, och totalt inrymdes cirka 9 000 artiklar. Enligt egen utsago blev uppslagsverket en försäljningsframgång, med spridning både i Svenskfinland och utanför Finlands gränser.
Efter ett antal år aktualiserades dock behovet av en ny upplaga, för att täcka utvecklingen i det svenska Finland. En andra upplaga utkom på Schildts i fem band under åren 2003 till 2007 och med sammanlagt drygt 12 000 artiklar. Finansieringen stod även nu främst SFV för, och SFV nämnde en produktionskostnad på 10 miljoner euro.
Den andra upplagan av Uppslagsverket Finland upplevde vissa försäljningssvårigheter, i likhet med uppslagsverk i bokform i många andra länder vid denna tid.

### Internetlansering
År 2009 gjordes uppslagsverket gratis tillgängligt på nätet. Inga abonnemang, lösenord eller annonser är knutna till webbupplagan. SFV var huvudansvarig för Internetintroduktionen, medan aktualiseringen av innehållet låg i händerna på Schildts som engagerat ett antal experter i det arbetet.
2012 fusionerade de båda finländska förlagen Schildts och Söderström & Co till Schildts & Söderströms. Ett resultat av fusionen var att Uppslagsverket Finland nu i sin helhet togs över av SFV.
Artikelinnehållet, förutom bilderna, får återanvändas enligt Creative Commons fria licens CC-BY-SA 4.0.
Vid Internetlanseringen hittades Uppslagsverket Finland på domänadressen www.uvf.fi. Sedan dess har man bytt teknisk plattform och flyttat till adressen www.uppslagsverket.fi, något som bland annat inneburit att länkar från Wikipedia behövts formateras om.

## Redaktion

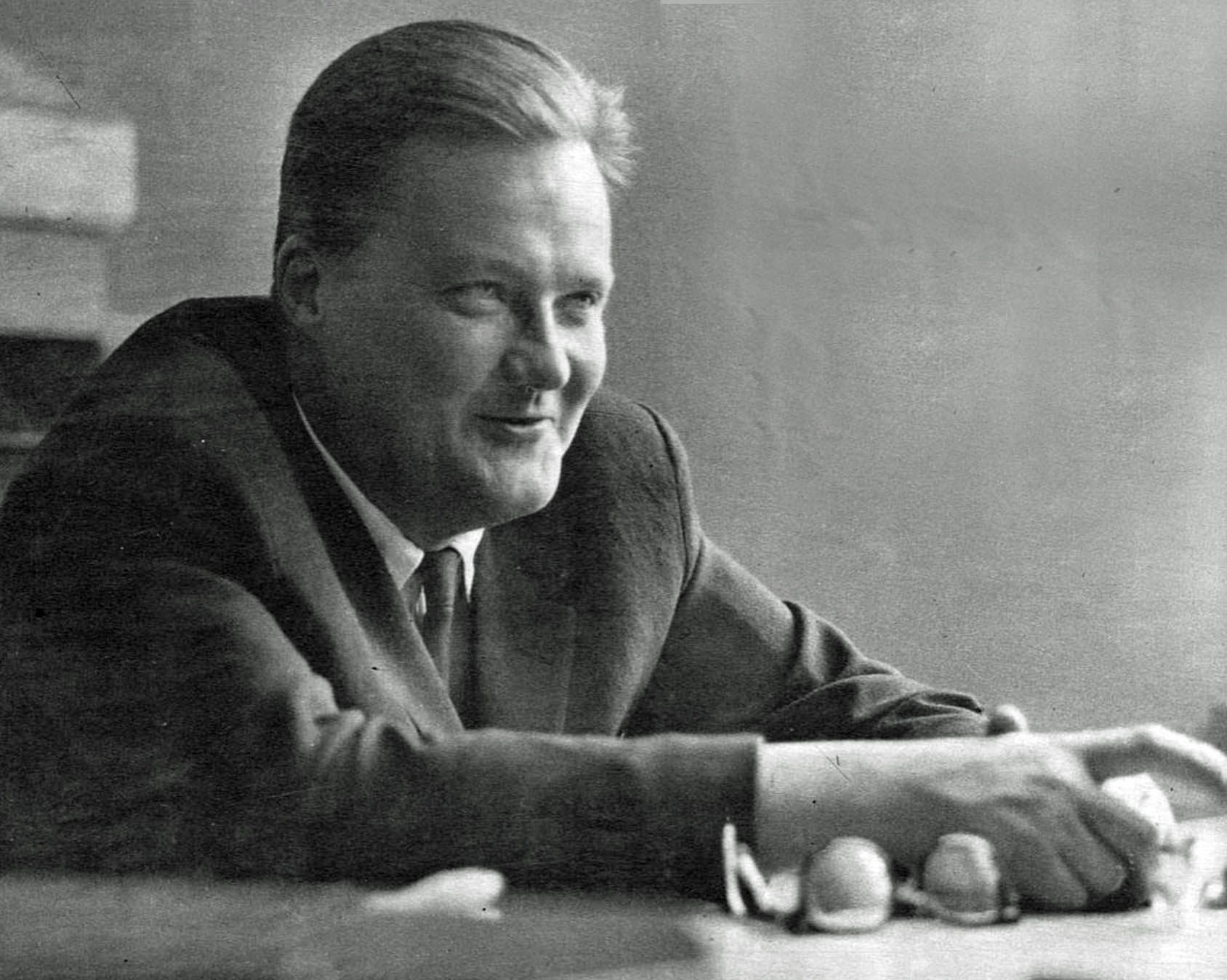
Erik Allardt var redaktionsrådets ordförande under produktionen av de båda tryckta upplagorna av Uppslagsverket Finland.

### Redaktörer
Huvudredaktör för de båda tryckta upplagorna var Henrik Ekberg, och redaktionsrådets ordförande under produktionen var Erik Allardt.
Sigbritt Backman var huvudredaktör för webbupplagan från hösten 2009 till hösten 2010,[källa behövs] och därefter sköttes uppgiften av Johan Lindberg till våren 2012. Ansvarig redaktör sedan 1 juni 2012 är Rabbe Sandelin.
Vid Internetlanseringen nämndes att ansvaret för uppdateringen av uppslagsverket sköttes av två heltidsanställda redaktörer. I början av 2016 noteras dock att Uppslagsverket Finland inte uppdateras aktivt. Läsarna ombeds kontakta redaktionen ifall något behöver uppdateras.

### Redaktionsråd
Utöver den fasta redaktionen har man kopplat ett 20-tal finlandssvenska ämnesexperter till sig.
I februari 2016 listades följande personer som medlemmar av redaktionsrådet för Uppslagsverket Finland:
- Kristian Donner, zoolog
- Torsten Edgren, arkeolog
- Henrik Ekberg, redaktör
- Håkan Eklund, redaktör
- Patrick Eriksson, arkitekt
- Mikael Finell, historiker
- René Gothóni, religionsvetare
- Carl-Adam Haeggström, botaniker
- Peter Holmberg, fysiker
- Lena Huldén, historiker
- Ann-Marie Ivars, språkvetare
- Henrik Knif, historiker
- Gunhard Kock, redaktör
- Mikael Korhonen, historiker
- Christer Kuvaja, historiker
- Tua Kyrklund, informatör
- Mats Liljeroos, musikkritiker
- Joachim Mickwitz, historiker
- Jessica Parland-von Essen, historiker
- Tom Petterson, medicine kirurgie doktor
- Henry Rask, historiker
- Rabbe Sandelin, redaktör
- Tom Söderman, ambassadör
- Gustaf Widén, kulturjournalist

### Första upplagan
1. Uppslagsverket Finland 1: A–J (1982). ISBN 951-50-0267-2
2. Uppslagsverket Finland 2: K–R (1983). ISBN 951-50-0296-6
3. Uppslagsverket Finland 3: S–Ö (1985). ISBN 951-50-0331-8

### Andra upplagan[12]
1. Uppslagsverket Finland 1: Aal–Fil (2003). ISBN 951-50-1356-9
2. Uppslagsverket Finland 2: Fim–Kep (2004). ISBN 951-50-1369-0
3. Uppslagsverket Finland 3: Ker–Oly (2005). ISBN 951-50-1370-4
4. Uppslagsverket Finland 4: Oma–Sus (2006). ISBN 951-50-1371-2
5. Uppslagsverket Finland 5: Sut–Öve (2007). ISBN 951-50-1372-0